# Big Island Lake
Big Island Lake är en sjö i Kanada.   Den ligger i provinsen Manitoba, i den centrala delen av landet, 2 100 km nordväst om huvudstaden Ottawa. Big Island Lake ligger 291 meter över havet. Arean är 10,9 kvadratkilometer. Den sträcker sig 9,4 kilometer i nord-sydlig riktning, och 4,1 kilometer i öst-västlig riktning.
Trakten runt Big Island Lake är nära nog obefolkad, med mindre än två invånare per kvadratkilometer.